# Jojo Moyes
Pauline Sara Jo Moyes, detta Jojo (Londra, 4 agosto 1969), è una scrittrice, sceneggiatrice e giornalista inglese, due volte vincitrice del premio Romantic Novel of the Year Award da parte della Romantic Novelists' Association.

## Biografia
Jojo Moyes nasce a Londra nel 1969 e studia presso due diversi e prestigiosi college: il Royal Holloway, presso la University of London, e al Bedford New College.
Nel 1992 vince una borsa di studio finanziata dal giornale The Independent per frequentare un corso post laurea di giornalismo ed editoria alla City University London.
Per i successivi dieci anni ha lavorato per The Independent a Londra e per il Sunday Morning Post a Hong Kong, come Assistant News Editor fino al 2002, e successivamente come Arts and Media Correspondant.
Dal 2002 diventa anche scrittrice a tempo pieno, dedicandosi al genere romance e alla letteratura femminile. 
Moyes vive in una fattoria a Saffron Walden, in Essex, con il marito, il giornalista Charles Arthur, e i loro tre figli.
Raggiunge la piena notorietà con il romanzo Io prima di te (Me Before You), edito da Mondadori nel 2014: il romanzo riscuote un vasto successo.
Nel settembre del 2014 Moyes conferma l'inizio della trasposizione cinematografica di Io prima di te; il film esce nel 2016 con Emilia Clarke e Sam Claflin nei panni dei due protagonisti Louisa Clark e Will Traynor.

## Opere
- Innamorarsi in un giorno di pioggia, 2014 (orig.: Sheltering Rain, 2002) - Pubblicato da Mondadori; precedentemente pubblicato da Sonzogno nel 2002 e poi riedito nel 2003 con il titolo Foto di famiglia
- La casa delle onde, 2017 (orig.: Foreign Fruit, 2003 / in America edito come Windfallen) - Pubblicato da Mondadori
- La vita che hai sognato, 2017 (orig.: The Peacock Emporium, 2004) - Pubblicato da Mondadori
- Per rivederti ancora, 2016 (orig.: The Ship of Brides , 2005) - Pubblicato da Mondadori
- Silver Bay, 2013 (orig.: Silver Bay, 2007) - Pubblicato da Mondadori
- Notturno di cuori, 2017 (orig. Night Music, 2008) - Pubblicato da Mondadori
- Una corsa nel vento, 2016 (orig.: The Horse Dancer, 2009) - Pubblicato da Mondadori
- L'ultima lettera d'amore, 2011 (orig.: The Last Letter From Your Lover, 2010) - Pubblicato da Elliot
- Io prima di te, 2013 (orig.: Me Before You, 2012) - Pubblicato da Mondadori
- Luna di miele a Parigi, 2014 (orig.: Honeymoon in Paris, 2012) - Pubblicato da Mondadori; il libro è una novella di 80 pagine, prequel di La ragazza che hai lasciato (infatti la Mondadori li ha poi pubblicati insieme)
- La ragazza che hai lasciato, 2014 (orig.: The Girl You Left Behind, 2012) - Pubblicato da Mondadori; il libro è sequel della novella Luna di miele a Parigi (infatti la Mondadori li ha poi pubblicati insieme)
- Una più uno, 2015 (orig.: The One Plus One, 2014 / in America edito come One Plus One) - Pubblicato da Mondadori
- Tredici giorni con John C. e altri racconti, 2016 (orig.: Paris for One and Other Stories, 206) - Pubblicato da Mondadori; Nell'edizione italiana sono stati tolti i racconti Luna di miele a Parigi e Un weekend da sogno, pubblicati singolarmente.
- Un weekend da sogno, 2016 (orig.: Paris For Two One, 2015) - Pubblicato da Mondadori
- Dopo di te, 2016 (orig.: After You, 2015) - Pubblicato da Mondadori; il libro è sequel di Io prima di te
- Sono sempre io, 2018 (orig.: Still Me, 2018) - Pubblicato da Mondadori; il libro è sequel di Dopo di te
- Ti regalo le stelle, 2019 (orig.: The Giver of Stars,2019) - Pubblicato da Mondadori
- Lockdown con Lou, 2020 (orig.: Lockdown with Lou, 2020) -Pubblicato da Mondadori solo in formato digitale; Racconto di 40 pagine, sequel di Sono sempre io
- Abitiamo tutti qui, 2025 (orig.: We All Live Here, 2025) - pubblicato da Mondadori

## Filmografia

### Sceneggiatrice
- Io prima di te (Me Before You), regia di Thea Sharrock (2016)
- Un viaggio indimenticabile (Head Full of Honey), regia di Til Schweiger (2018)